# آبشار سالتو گراند
آبشار سالتو گراند (به انگلیسی: Salto Grande (waterfall)) آبشاری است که در شیلی واقع شده و ارتفاع کلی ریزشگاه آن ۶۵ متر است.